# Papaver aculeatum
Papaver aculeatum är en vallmoväxtart som beskrevs av Carl Peter Thunberg. Papaver aculeatum ingår i släktet vallmor, och familjen vallmoväxter. Inga underarter finns listade i Catalogue of Life.